# American Academy of Arts and Letters
The American Academy of Arts and Letters er en organisation med 250 medlemmer, hvis mål er at "fremme, støtte og opretholde" amerikansk litteratur, musik og kunst. Den er beliggende i Washington Heights, der er et kvarter på Manhattan i New York. Akademiet's gallerier er åbne for offentligheden med to udstillinger hvert år. Akademiet blev oprettet i 1904 af National Institute of Arts and Letters.